# Mamamoo
Mamamoo (koreanisch 마마무, stilisierte Schreibweise MAMAMOO) ist eine südkoreanische Girlgroup der dritten K-Pop-Generation, die im Jahr 2014 von WA Entertainment (heute Rainbowbridge World) gegründet wurde. Die Gruppe debütierte offiziell am 19. Juni 2014 mit der Single Mr. Ambiguous. Der offizielle Fanclub-Name von Mamamoo lautet „MooMoo“.

## Geschichte

### 2014: Debüt undPiano Man
Am 19. Juni 2014 feierten Mamamoo ihr offizielles Debüt mit der Single Mr. Ambiguous und der EP Hello, die bereits einen Tag zuvor erschienen war. Ihr Stil, eine Mischung aus Pop mit Retro-R&B und Elementen aus Jazz und Blues gepaart mit starken Stimmen der Gruppe, brachte ihnen überwiegend gute Kritiken ein. Single und EP schafften es beide bis auf Platz 18 bzw. Platz 19 der Gaon Charts. Im November 2015 stieg die EP Hello erneut in die Charts ein und gelangte bis auf Platz 16, nachdem Mamamoo eine Ausgabe der TV-Show „Immortal Song 2“ gewinnen konnten.
Am 21. November 2014 veröffentlichten Mamamoo die Single Piano Man zusammen mit der gleichnamigen EP. Die Single belegte Platz 41 und die EP Platz 8. Auch diese EP stieg nach dem Sieg bei „Immortal Song 2“ im November 2015 erneut in die Charts ein und schaffte es bis auf Platz 17.

### 2015:Pink Funky
Am 2. April 2015 kehrten Mamamoo mit der Single Aah Oop! zurück. Aah Oop! ist eine Kollaboration mit Esna, einer amerikanischen Sängerin mit koreanischen Wurzeln, die ebenfalls bei Rainbowbridge World unter Vertrag steht. Esna war bereits bei den beiden vorherigen EPs als Komponistin tätig.
Am 19. Juni erschien die Single Um Oh Ah Yeh zusammen mit der EP Pink Funky. Die Single belegte Platz 3 der Charts und wurde Mamamoos bisher größter Erfolg. Pink Funky stieg bis auf Platz 5.
Im August fand das erste Fan-Treffen im Olympic Park in Seoul mit dem Namen "1st MOO Party" statt. Aufgrund der hohen Nachfrage war das Treffen im Vorverkauf innerhalb von einer Minute ausverkauft. Daher wurde ein zweites Treffen am gleichen Tag angesetzt. Insgesamt nahmen 2400 Fans teil.

### 2016: 1. AlbumMeltingundMemory
Am 26. Januar 2016 erschien mit I Miss You die erste Single von Mamamoos ersten vollem Album, das für den 26. Februar angekündigt wurde. Eine zweite Single, Taller Than You (1cm의 자존심), erschien am 12. Februar. Am 26. Februar wurde schließlich das Album Melting zusammen mit der Single You’re the Best (넌 is 뭔들) veröffentlicht. Die Single stieg auf Platz 3 in die Charts ein und wurde eine Woche später der erste Nummer-eins-Hit von Mamamoo. Auch das Album war ein Erfolg, es stieg bis auf Platz 2 der Album-Charts. You’re the Best brachte Mamamoo zudem erste Siege in Musik-Shows wie M! Countdown, Inkigayo oder Music Bank.
Am 7. November erschien die Single Décalcomanie zusammen mit der vierten EP Memory. Bereits im Vorfeld zu dieser EP wurden mehrere Singles veröffentlicht, die darauf zu hören sind: Angel (gesungen von Solar und Wheein), Dab Dab (gesungen von Moonbyul und Hwasa) und New York. Décalcomanie erreichte Platz 2 der Charts, Memory stieg bis auf Platz 3.

### 2017–heute:Purpleund „4 seasons, 4 colors“-Projekt
Am 22. Juni 2017 erschien Mamamoos fünfte EP Purple zusammen mit der Single Yes I Am. Single und EP erreichten je Platz 2 der Charts. Auch mit Yes I Am konnten Mamamoo in mehreren Musik-Shows Siege erlangen.
Am 4. Januar 2018 erschien Mamamoos neue Single Paint Me (칠해줘).
Am 7. März veröffentlichten Mamamoo ihr sechstes Mini-Album Yellow Flower zusammen mit der Single Starry Night (별이 빛나는 밤). Einige Stunden zuvor hatte die Gruppe bereits ein Musikvideo mit dem Titel Star Wind Flower Sun (별 바람 꽃 태양) auf Youtube veröffentlicht, das ebenfalls auf dem Mini-Album zu hören ist. Star Wind Flower Sun wurde von Solar zusammen mit Moonbyul geschrieben. Mit der Veröffentlichung von Yellow Flower startete die Gruppe ihr „4 seasons, 4 colors“-Projekt. Vier Alben sollen jeweils eine Farbe, eine Jahreszeit und ein Mitglied der Gruppe als Schwerpunkt haben.
Mamamoo veröffentlichten am 16. Juli ihr siebtes Mini-Album Red Moon zusammen mit der Single Egotistic.
Am 3. Oktober debütierte Mamamoo offiziell in Japan. Die Gruppe veröffentlichte dort die japanische Version der Single Décalcomanie und gab im Anschluss daran drei Konzerte in Japan.
Am 29. November veröffentlichte die Gruppe ihr achtes Mini-Album Blue;S zusammen mit der Single Wind Flower.
Am 14. März 2019 erschien White Wind, das neunte Mini-Album der Gruppe, zusammen mit der Single Gogobebe (고고베베) und beendete damit das „4 seasons, 4 colors“-Projekt.

## Mitglieder
| Bild (2016) | Name          | Geburtsname         | Geburtstag (Alter)     | Geburtsort | Position           |
| ----------- | ------------- | ------------------- | ---------------------- | ---------- | ------------------ |
|             | Solar 솔라    | Kim Yong-sun 김용선 | 21. Februar 1991 (34)  | Seoul      | Team leader, Vocal |
|             | Moonbyul 문별 | Moon Byul-yi 문별이 | 22. Dezember 1992 (32) | Bucheon    | Rap, Performing    |
|             | Wheein 휘인   | Jung Whee-in 정휘인 | 17. April 1995 (29)    | Jeonju     | Vocal, Performing  |
|             | Hwasa 화사    | Ahn Hye-jin 안혜진  | 23. Juli 1995 (29)     | Jeonju     | Vocal, Rap         |

## Diskografie
Studioalben

| Jahr                 | Titel Musiklabel                                                               | Höchstplatzierung, Gesamtwochen, AuszeichnungChartplatzierungen (Jahr, Titel, Musiklabel, Platzierungen, Wochen, Auszeichnungen, Anmerkungen) | Höchstplatzierung, Gesamtwochen, AuszeichnungChartplatzierungen (Jahr, Titel, Musiklabel, Platzierungen, Wochen, Auszeichnungen, Anmerkungen) | Anmerkungen                             |
| Jahr                 | Titel Musiklabel                                                               | KR | JP | Anmerkungen                             |
| -------------------- | ------------------------------------------------------------------------------ | --- | --- | --------------------------------------- |
| Südkoreanische Alben |                                                                                | | |                                         |
|                      |                                                                                | | |                                         |
| 2016                 | Melting Rainbowbridge World + CJ E&M                                           | KR2 (64 Wo.)KR | — | Erstveröffentlichung: 26. Februar 2016  |
| 2019                 | Reality in Black Rainbowbridge World + Kakao M                                 | KR1 (31 Wo.)KR | — | Erstveröffentlichung: 14. November 2019 |
| Japanische Alben     |                                                                                | | |                                         |
|                      |                                                                                | | |                                         |
| 2019                 | 4colors Rainbowbridge World + Victor Entertainment                             | — | JP14 (2 Wo.)JP | Erstveröffentlichung: 7. August 2019    |
| 2020                 | Reality in Black -Japanese Edition- Rainbowbridge World + Victor Entertainment | — | JP27 (5 Wo.)JP | Erstveröffentlichung: 11. März 2020     |
| 2021                 | Travel -Japan Edition- Rainbowbridge World + Kakao Entertainment               | — | JP4 (11 Wo.)JP | Erstveröffentlichung: 3. Februar 2021   |